# Liste der Kulturgüter in Büren an der Aare
Die Liste der Kulturgüter in Büren an der Aare enthält alle Objekte in der Gemeinde Büren an der Aare im Kanton Bern, die gemäss der Haager Konvention zum Schutz von Kulturgut bei bewaffneten Konflikten, dem Bundesgesetz vom 20. Juni 2014 über den Schutz der Kulturgüter bei bewaffneten Konflikten sowie der Verordnung vom 29. Oktober 2014 über den Schutz der Kulturgüter bei bewaffneten Konflikten unter Schutz stehen.
Objekte der Kategorien A und B sind vollständig in der Liste enthalten, Objekte der Kategorie C fehlen zurzeit (Stand: 30. Januar 2024). Unter übrige Baudenkmäler sind geschützte Objekte zu finden, die im Bauinventar des Kantons Bern als «schützenswert» verzeichnet sind.

## Kulturgüter
| Foto |                                                                             | Objekt                                                                              | Kat. | Typ | Standort                                             | Beschreibung |
| ---- | --------------------------------------------------------------------------- | ----------------------------------------------------------------------------------- | ---- | --- | ---------------------------------------------------- | --- |
| ja   | Datei hochladen · Wikidata zu Schloss Büren (Q2240497)                      | Schloss KGS-Nr.: 00822                                                              | A    | G   | Hauptgasse 7 594902 / 221013                         | In den Jahren 1620 bis 1625 errichtetes Schloss, entstanden anstelle von vier Bürgerhäusern. Der wichtigste bernische Schlossbau des 17. Jahrhunderts dominiert den Westabschluss der Stadt. Dabei handelt es sich um ein in Kalk-, Tuff- und Sandstein errichtetes Gebäude unter Viertelwalmdach, dessen Südfront durch Staffelfenster und Strebepfeiler asymmetrisch gegliedert und durch eine Ründe abgeschlossen wird. An die Ostseite angebaut ist polygonaler Treppenturm unter Spitzhelm.     |
| ja   | Datei hochladen · Wikidata zu Alte Mühle (Q29651872)                        | Alte Mühle KGS-Nr.: 00817                                                           | B    | G   | Mühleweg 6a 595044 / 220646                          | Mitte des 17. Jahrhunderts erbaute Mühle, deren Standort seit dem 13. Jahrhundert nachgewiesen ist. Gediegener Massivbau unter schwach geneigtem Teilwalmdach besteht aus Hau- und Bruchsteinen und ist nur spärlich befenstert. Bedeckt wird er von einer Dachkonstruktion mit liegendem Stuhl und nordwestseitig weit vorkragendem Vordach. Das funktionstüchtige Mahlwerk ist vollständig erhalten, das Mühlrad wird durch Wasser aus einem Weiher angetrieben.                                   |
| ja   | Datei hochladen · Wikidata zu Alter Spittel (Q29651875)                     | Alter Spittel KGS-Nr.: 00818                                                        | B    | G   | Spittelgasse 36 595112 / 220946                      | Um die Wende vom 16. zum 17. Jahrhundert erbautes Hospital, seit 1975 als Heimatmuseum genutzt. Am Eingang des Städtchens stehender Massivbau unter ostseitig abgewalmtem Satteldach mit längsseitig uneinheitlichen Traufhöhen. Die Hauptfassade zeichnet sich aus durch den Spitzbogeneingang, die asymmetrisch verteilten gotischen Kielbogen-Reihenfenster und die drei Einzelfenster verschiedenen Formats im Erd- und Obergeschoss. Die Tür- und Fenstergewände aus Sandstein sind profiliert. |
| ja   | Datei hochladen · Wikidata zu Gedeckte Holzbrücke über die Aare (Q29651878) | Gedeckte Holzbrücke über die Aare KGS-Nr.: 00819                                    | B    | G   | Zollrain 1 594980 / 221035                           | In den Jahren 1820 bis 1822 errichtete gedeckte Holzbrücke über die Aare, 1989/90 nach einem Brand originalgetreu wiederaufgebaut. Die Tragkonstruktion des bretterverschaltes Bauwerks unter Satteldach ist ein modernes Sprengwerk aus Brettschichtholz auf vier Pfeilern, wobei drei neu erstellt worden sind. Ebenfalls rekonstruiert wurden die von einer Ründe überfangenen und mit einem Staatswappen versehenen Portalseiten.                                                                |
| ja   | Datei hochladen · Wikidata zu Reformierte Kirche (Q29651884)                | Reformierte Kirche KGS-Nr.: 00820                                                   | B    | G   | Hauptgasse 63 595090 / 220975                        | Die Stadtkirche ist ein im dritten Viertel des 13. Jahrhunderts erbautes Kirchengebäude, ursprünglich der Heiligen Katharina geweiht, mit Kirchenschiff aus dem 14./15. Jahrhundert. Das romanisch-gotische Bauwerk setzt sich zusammen aus Langhaus unter steilem Satteldach, eingezogenem Chor unter Teilwalmdach und beigestelltem Turm. Das klassizistische Westportal stammt von 1812. |
| ja   | Datei hochladen · Wikidata zu Rathaus (Q29651882)                           | Rathaus KGS-Nr.: 00821                                                              | B    | G   | Hauptgasse 10 594950 / 220970                        | In der ersten Hälfte des 17. Jahrhunderts erbautes Rathaus. Repräsentativer Massivbau unter Walmdach mit Firststangen und ostseitigem Treppengiebel, die Nordfassade besitzt ein hohes Erdgeschoss aus Hausteinquadern. Vom Umbau 1951–1953 stammen der spitzbogige Eingang mit schmiedeeisernem Tor und Reihenfenstern. Die Innenausstattung stammt aus dem 17. Jahrhundert. |
| ja   | Datei hochladen · Wikidata zu Stotzerhaus mit Oekonomiegebäuden (Q29651886) | Stotzerhaus (ehemaliges Hauptmann Kohler-Haus) mit Oekonomiegebäuden KGS-Nr.: 00823 | B    | G   | Solothurnstrasse 20 / Hofstattweg 11 595565 / 221128 | 1832 erbautes Wohnhaus im klassizistischen Stil. Dieser Massivbau unter Satteldach mit zwei Quergiebeln besitzt ein umlaufendes Gurt- und ein kräftiges Kranzgesims, die den auf einem Kalkstein-Sockel ruhenden Baukörper gliedern. Die von verzahnten Ecklisenen gerahmte Nordwestfassade zeigt eine mittelrisalitartige Portalachse unter Frontispiz, an den südostseitigen Risalit ist eine Loggia angebaut.                                                                                     |

## Übrige Baudenkmäler
Hinweis: Anstelle der KGS-Nummer wird als Objekt-Identifikator (ID) die Grundstücksnummer verwendet.
| ID         | Foto |                                                              | Objekt                                                                                | Typ | Standort                              | Beschreibung |
| ---------- | ---- | ------------------------------------------------------------ | ------------------------------------------------------------------------------------- | --- | ------------------------------------- | ------------ |
| 12         | BW   | Datei hochladen                                              | Aarehaus (1590)                                                                       | G   | Hauptgasse 9 594899 / 221034          |              |
| 12         | BW   | Datei hochladen                                              | Pulverturm (17. Jh.)                                                                  | G   | Hauptgasse 11 594917 / 221010         |              |
| 17         | ja   | Datei hochladen · Wikidata zu Brunnen (1668) (Q112671386)    | Brunnen (1668)                                                                        | K   | Hauptgasse N.N.1 594917 / 220985      |              |
| 17         | BW   | Datei hochladen                                              | Brunnen (frühes 19. Jh.)                                                              | K   | Hauptgasse N.N.2 595054 / 220959      |              |
| 44         | BW   | Datei hochladen                                              | Ehemaliges Schulhaus (1840)                                                           | G   | Spittelgasse 22 595067 / 220939       |              |
| 47         | BW   | Datei hochladen                                              | Ländteanlage (1820–1822)                                                              | G   | Ländte N.N.1 595032 / 221029          |              |
| 52         | ja   | Datei hochladen · Wikidata zu Schulhaus (Q112671446)         | Schulhaus (1896/97)                                                                   | G   | Aarbergstrasse 18 594709 / 221037     |              |
| 93         | BW   | Datei hochladen                                              | Ehemaliges Forstmagazin (um 1910)                                                     | G   | Leimernweg 2a 595809 / 220721         |              |
| 128        | BW   | Datei hochladen                                              | Wohn- und Geschäftshaus (1752)                                                        | G   | Hauptgasse 20 594993 / 220972         |              |
| 128        | BW   | Datei hochladen                                              | Wohn- und Geschäftshaus (um 1840)                                                     | G   | Spittelgasse 7 594993 / 220948        |              |
| 132        | BW   | Datei hochladen                                              | Wohn- und Geschäftshaus (1752)                                                        | G   | Hauptgasse 32 595042 / 220965         |              |
| 133        | BW   | Datei hochladen                                              | Wohn- und Geschäftshaus (1752)                                                        | G   | Hauptgasse 24 595009 / 220968         |              |
| 144        | BW   | Datei hochladen                                              | Wohn- und Geschäftshaus (16. Jh.)                                                     | G   | Spittelgasse 34 595104 / 220945       |              |
| 162        | BW   | Datei hochladen                                              | Wohn- und Geschäftshaus (1752)                                                        | G   | Hauptgasse 22 595001 / 220968         |              |
| 165        | BW   | Datei hochladen                                              | Ehemaliges Helfereigebäude (1737)                                                     | G   | Hauptgasse 57 595045 / 220981         |              |
| 166        | BW   | Datei hochladen                                              | Wohn- und Geschäftshaus (2. Viertel 19. Jh.)                                          | G   | Hauptgasse 55 595038 / 220983         |              |
| 169        | BW   | Datei hochladen                                              | Schlossscheune (1710)                                                                 | G   | Ländte 3 594870 / 221049              |              |
| 170        | BW   | Datei hochladen                                              | Wohn- und Geschäftshaus (16. Jh.)                                                     | G   | Hauptgasse 29 594963 / 221006         |              |
| 174        | BW   | Datei hochladen                                              | Wohn- und Geschäftshaus (spätmittelalterlich)                                         | G   | Hauptgasse 13 594922 / 221009         |              |
| 175        | BW   | Datei hochladen                                              | Wohn- und Geschäftshaus (um 1830/1840)                                                | G   | Spittelgasse 32 595098 / 220943       |              |
| 179        | BW   | Datei hochladen                                              | Restaurant Hirschen (um 1820/1825)                                                    | G   | Hauptgasse 49 595020 / 220987         |              |
| 211        | BW   | Datei hochladen                                              | Wohn- und Geschäftshaus (um 1825)                                                     | G   | Hauptgasse 37 594986 / 220995         |              |
| 224        | BW   | Datei hochladen                                              | Wohn- und Geschäftshaus (16./18. Jh.)                                                 | G   | Hauptgasse 25 594953 / 221007         |              |
| 224s       | BW   | Datei hochladen                                              | Wohnhaus (16. Jh.)                                                                    | G   | Ländte 12 594954 / 221032             |              |
| 271        | BW   | Datei hochladen                                              | Siechenhaus (16. Jh.)                                                                 | G   | Solothurnstrasse 36 595795 / 221263   |              |
| 299        | BW   | Datei hochladen                                              | Restaurant Baselstab (1902)                                                           | G   | Aareweg 1, 1a 595028 / 221171         |              |
| 334        | BW   | Datei hochladen                                              | Gartenhaus (1. Hälfte 19. Jh.)                                                        | G   | Aarbergstrasse 6c 594803 / 221024     |              |
| 369        | BW   | Datei hochladen                                              | Wohn- und Geschäftshaus (17./18. Jh.)                                                 | G   | Spittelgasse 20 595055 / 220933       |              |
| 372        | BW   | Datei hochladen                                              | Wohn- und Geschäftshaus (um 1820)                                                     | G   | Kreuzgasse 10 594892 / 220958         |              |
| 380        | BW   | Datei hochladen                                              | Wohn- und Geschäftshaus (um 1740)                                                     | G   | Spittelgasse 28 595086 / 220942       |              |
| 380        | BW   | Datei hochladen                                              | Gartenhaus (1. Viertel 19. Jh.)                                                       | G   | Graben 41a 595084 / 220921            |              |
| 404        | BW   | Datei hochladen                                              | Bauernhaus (1831)                                                                     | G   | Aareweg 21 595286 / 221217            |              |
| 404        | BW   | Datei hochladen                                              | Stöckli (1. Viertel 19. Jh.)                                                          | G   | Aareweg 23 595309 / 221207            |              |
| 458        | BW   | Datei hochladen                                              | Wohnhaus (1906)                                                                       | G   | Akazienweg 4 595247 / 220793          |              |
| 460        | BW   | Datei hochladen                                              | Hotel Krone (Ende 18. Jh.)                                                            | G   | Hauptgasse 16 594978 / 220972         |              |
| 462        | BW   | Datei hochladen                                              | Ehemaliges Schulhaus (18. Jh.)                                                        | G   | Spittelgasse 9 595002 / 220949        |              |
| 464        | BW   | Datei hochladen                                              | Restaurant Löwen (1818)                                                               | G   | Hauptgasse 23 594947 / 221007         |              |
| 464        | BW   | Datei hochladen                                              | Wohn- und Gewerbegebäude (16./18. Jh.)                                                | G   | Ländte 10 594949 / 221034             |              |
| 465        | BW   | Datei hochladen                                              | Restaurant Bauleuten (um 1600)                                                        | G   | Hauptgasse 27 594958 / 221006         |              |
| 465        | BW   | Datei hochladen                                              | Wohn- und Gewerbegebäude (16. Jh.)                                                    | G   | Ländte 14 594959 / 221031             |              |
| 467        | BW   | Datei hochladen                                              | Wohnhaus (1897)                                                                       | G   | Aarbergstrasse 10 594773 / 220982     |              |
| 470        | BW   | Datei hochladen                                              | Wohn- und Geschäftshaus (16./19. Jh.)                                                 | G   | Kreuzgasse 14 594896 / 220946         |              |
| 474        | BW   | Datei hochladen                                              | Wohn- und Geschäftshaus (16. Jh.)                                                     | G   | Hauptgasse 21 594942 / 221008         |              |
| 477        | BW   | Datei hochladen                                              | Kocher-Büetiger-Haus (1806)                                                           | G   | Aarbergstrasse 26 594644 / 220948     |              |
| 478        | BW   | Datei hochladen                                              | Bauernhaus (1773)                                                                     | G   | Reibenweg 2 594992 / 221176           |              |
| 487        | BW   | Datei hochladen                                              | Gemeindeverwaltung (1610)                                                             | G   | Hauptgasse 12 594959 / 220969         |              |
| 494        | BW   | Datei hochladen                                              | Ehemaliges Restaurant Schützen (1. Hälfte 18. Jh.)                                    | G   | Hauptgasse 15 594928 / 221009         |              |
| 511        | BW   | Datei hochladen                                              | Wohn- und Geschäftshaus (um 1710)                                                     | G   | Spittelgasse 26 595080 / 220940       |              |
| 515        | BW   | Datei hochladen                                              | Bauernhaus (um 1800)                                                                  | G   | Aareweg 9 595145 / 221172             |              |
| 515        | ja   | Datei hochladen · Wikidata zu Gerberhaus (Q112671462)        | Gerberhaus (1798)                                                                     | G   | Aareweg 11 595185 / 221156            |              |
| 572        | BW   | Datei hochladen                                              | Wohn- und Geschäftshaus (1. Hälfte 19. Jh.)                                           | G   | Spittelgasse 24 595076 / 220939       |              |
| 577        | BW   | Datei hochladen                                              | Gasthof zur Alten Post (um 1820)                                                      | G   | Hauptgasse 2 594884 / 220984          |              |
| 640        | BW   | Datei hochladen                                              | Bauernhaus (1897)                                                                     | G   | Aarbergstrasse 54 594331 / 220827     |              |
| 668        | BW   | Datei hochladen                                              | Wohnhaus (19. Jh.)                                                                    | G   | Spittelgasse 30 595093 / 220942       |              |
| 674        | BW   | Datei hochladen                                              | Wohn- und Geschäftshaus (frühes 20. Jh.)                                              | G   | Kreuzgasse 12 594893 / 220954         |              |
| 683        | BW   | Datei hochladen                                              | Wohn- und Geschäftshaus (17. Jh.)                                                     | G   | Hauptgasse 31 594969 / 221005         |              |
| 685        | BW   | Datei hochladen                                              | Wohn- und Geschäftshaus (2. Hälfte 18. Jh.)                                           | G   | Kreuzgasse 4 594889 / 220976          |              |
| 700        | BW   | Datei hochladen                                              | Hotel Bären (1847)                                                                    | G   | Hauptgasse 14 594967 / 220975         |              |
| 707        | BW   | Datei hochladen                                              | Wohn- und Geschäftshaus (1880/1890)                                                   | G   | Hauptgasse 53 595032 / 220984         |              |
| 728        | BW   | Datei hochladen                                              | Bauernhaus (Mitte 19. Jh.)                                                            | G   | Graben 14 595141 / 220903             |              |
| 735        | BW   | Datei hochladen                                              | Wohn- und Geschäftshaus (frühes 19. Jh.)                                              | G   | Hauptgasse 18 594987 / 220972         |              |
| 738        | BW   | Datei hochladen                                              | Ehemaliges Pfarrhaus (1760)                                                           | G   | Hauptgasse 59 595053 / 220980         |              |
| 739        | ja   | Datei hochladen · Wikidata zu Restaurant Ochsen (Q112671477) | Restaurant Ochsen (um 1890)                                                           | G   | Hauptgasse 45 595010 / 220988         |              |
| 753        | BW   | Datei hochladen                                              | Wohn- und Geschäftshaus (um 1820/1825)                                                | G   | Hauptgasse 47 595016 / 220988         |              |
| 818        | BW   | Datei hochladen                                              | Wohnhaus (um 1500)                                                                    | G   | Kreuzgasse 6 594889 / 220969          |              |
| 838        | BW   | Datei hochladen                                              | Bauernhaus (2. Viertel 19. Jh.)                                                       | G   | Solothurnstrasse 17 595428 / 221113   |              |
| 915        | BW   | Datei hochladen                                              | Wohn- und Gewerbehaus (um 1700)                                                       | G   | Kreuzgasse 16 594898 / 220939         |              |
| 941        | BW   | Datei hochladen                                              | Wohnstock Lindenhof (1. Viertel 19. Jh.)                                              | G   | Aarbergstrasse 1 594829 / 220943      |              |
| 942        | BW   | Datei hochladen                                              | Bauernhaus (1. Hälfte 19. Jh.)                                                        | G   | Aarbergstrasse 15 594635 / 220896     |              |
| 978        | BW   | Datei hochladen                                              | Wohn- und Geschäftshaus (um 1830)                                                     | G   | Hauptgasse 17 594933 / 221009         |              |
| 978        | BW   | Datei hochladen                                              | Wohn- und Geschäftshaus (spätmittelalterlich)                                         | G   | Hauptgasse 19 594938 / 221008         |              |
| 993        | BW   | Datei hochladen                                              | Wohn- und Geschäftshaus (13./14. Jh.)                                                 | G   | Kreuzgasse 8 594892 / 220963          |              |
| 1005; 1010 | BW   | Datei hochladen                                              | Ehemaliger Gasthof Sonne (1793)                                                       | G   | Hauptgasse 41, 43 595005 / 220990     |              |
| 1005       | BW   | Datei hochladen                                              | Wohn- und Gewerbegebäude (um 1700)                                                    | G   | Ländte 22 595007 / 221014             |              |
| 1015       | BW   | Datei hochladen                                              | Wohn- und Geschäftshaus (1752)                                                        | G   | Hauptgasse 30 595033 / 220965         |              |
| 1017       | BW   | Datei hochladen                                              | Wohn- und Geschäftshaus (1752)                                                        | G   | Hauptgasse 28 595024 / 220967         |              |
| 1021       | BW   | Datei hochladen                                              | Wohnhaus (1922/23)                                                                    | G   | Bernstrasse 12 595266 / 220956        |              |
| 1021       | BW   | Datei hochladen                                              | Gartenhaus (1926)                                                                     | G   | Bernstrasse 12a 595273 / 220967       |              |
| 1084       | BW   | Datei hochladen                                              | Ehemaliges Bauernhaus (2. Hälfte 18. Jh.)                                             | G   | Aarbergstrasse 23 594579 / 220899     |              |
| 1045       | BW   | Datei hochladen                                              | Stöckli (1752)                                                                        | G   | Mühleweg 6 595061 / 220656            |              |
| 1105       | BW   | Datei hochladen                                              | Restaurant Hirschen (um 1815)                                                         | G   | Hauptgasse 51 595026 / 220986         |              |
| 1122       | BW   | Datei hochladen                                              | Wohnhaus (1904)                                                                       | G   | Bernstrasse 9 595222 / 220983         |              |
| 1123       | BW   | Datei hochladen                                              | Wohn- und Geschäftshaus (1752)                                                        | G   | Hauptgasse 26 595016 / 220968         |              |
| 1124       | BW   | Datei hochladen                                              | Wohn- und Gewerbehaus (19. Jh.)                                                       | G   | Hauptgasse 65 595112 / 220966         |              |
| 1132       | BW   | Datei hochladen                                              | Zollhaus (1829)                                                                       | G   | Hauptgasse 35 594980 / 220996         |              |
| 1134       | BW   | Datei hochladen                                              | Wohn- und Geschäftshaus (1. Viertel 19. Jh.)                                          | G   | Hauptgasse 39 594993 / 220992         |              |
| 1165       | BW   | Datei hochladen                                              | Wohnhaus (um 1580)                                                                    | G   | Kreuzgasse 18 594899 / 220936         |              |
| 1200       | BW   | Datei hochladen                                              | Wohnhaus (um 1500–1520)                                                               | G   | Kreuzgasse 20 594902 / 220928         |              |
| 1291       | BW   | Datei hochladen                                              | Ehemaliges Bauernhaus (1836) und ehemaliger Speicher mit Ofenhaus (1. Hälfte 19. Jh.) | G   | Bernstrasse 4 595173 / 220944         |              |
| 1372       | BW   | Datei hochladen                                              | Ehemalige Uhrenfabrik (1900)                                                          | G   | Bahnhofstrasse 24 595353 / 220895     |              |
| 1373       | BW   | Datei hochladen                                              | Wohn- und Fabrikgebäude (1889/90)                                                     | G   | Bahnhofstrasse 26, 28 595387 / 220915 |              |
| 1485       | BW   | Datei hochladen                                              | Kornhaus (17./18. Jh.)                                                                | G   | Ländte 38 595081 / 221005             |              |
| 1587       | BW   | Datei hochladen                                              | Ehemalige Uhrenfabrik (1919/20)                                                       | G   | Bahnhofstrasse 22 595303 / 220873     |              |
| 1594       | BW   | Datei hochladen                                              | Bauernhaus (1. Viertel 19. Jh.)                                                       | G   | Aareweg 65 595793 / 221751            |              |